# Relações entre Estados Unidos e Israel
As relações entre Estados Unidos e Israel são as relações diplomáticas estabelecidas entre os Estados Unidos da América e o Estado de Israel. Os Estados Unidos reconheceram Israel como um Estado independente em 14 de maio de 1948, quando o presidente Harry Truman emitiu uma declaração de reconhecimento após a proclamação de independência de Israel, na mesma data. As relações diplomáticas foram estabelecidas quando o embaixador americano, James Grover McDonald, apresentou as suas credenciais em 28 de março de 1949.

## História

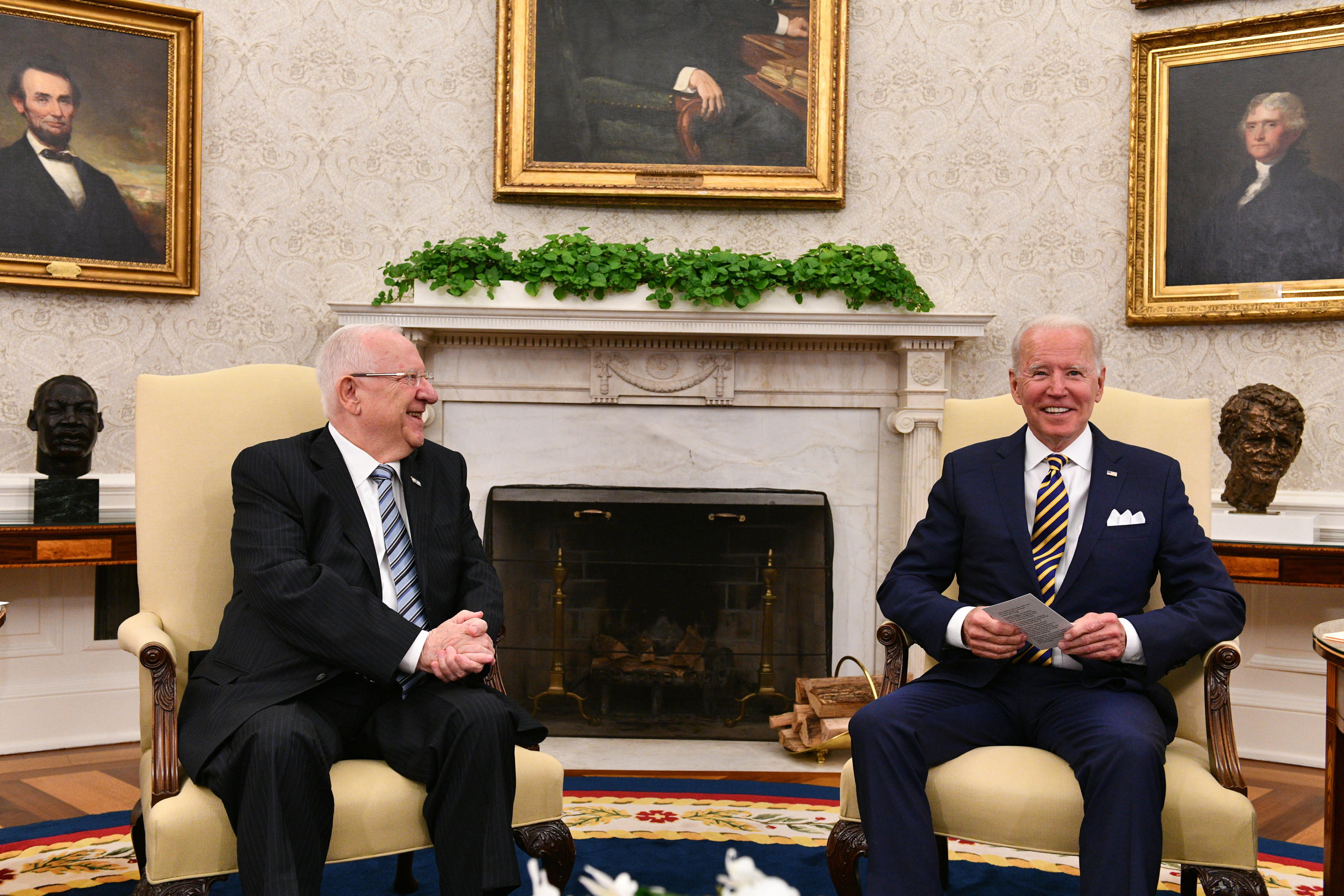
Os presidentes Reuven Rivlin e Joe Biden, de Israel e Estados Unidos, respectivamente.

O compromisso com a segurança e o bem-estar de Israel têm sido um elemento essencial da política dos Estados Unidos no Oriente Médio desde a criação do Estado de Israel, em 1948, quando os Estados Unidos desempenharam um papel fundamental de apoio ao seu principal aliado na região. Israel e os Estados Unidos estão ligados intimamente pelos laços históricos e culturais, bem como por interesses mútuos. A contínua assistência econômica e de segurança dos Estados Unidos a Israel reconhece esses laços e sinaliza o compromisso assumido pelos norte-americanos. As grandes questões de paz entre árabes e israelenses têm recebido um importante destaque no relacionamento entre ambos os países. Os esforços dos Estados Unidos para chegar a um acordo de paz no Oriente Médio, são baseados nas resoluções 242 e 338 do Conselho de Segurança das Nações Unidas e foram baseados na premissa de que, como Israel assume riscos calculados pela paz, os Estados Unidos ajudarão a minimizar esses riscos.